# Bodenwanzen

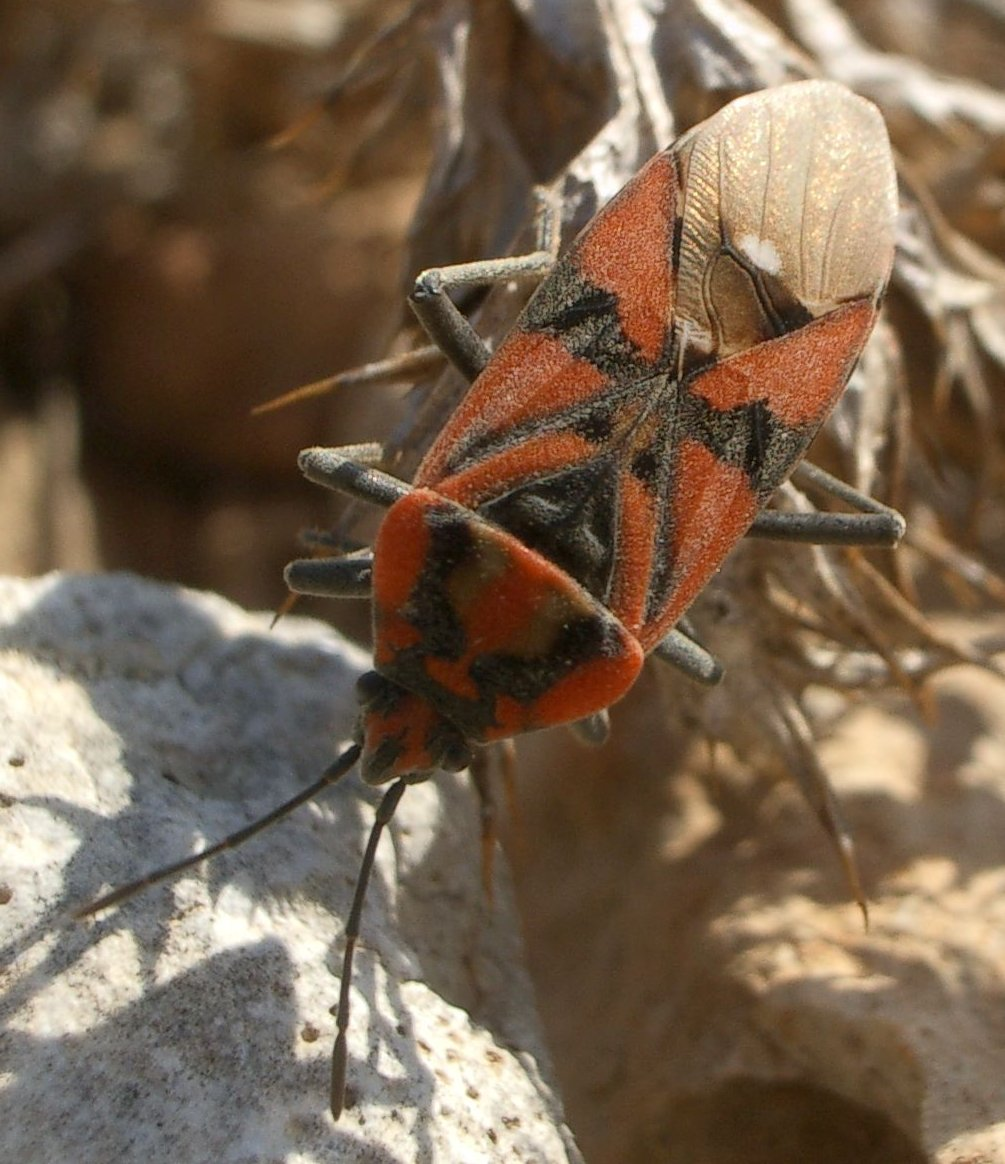
Spilostethus pandurus

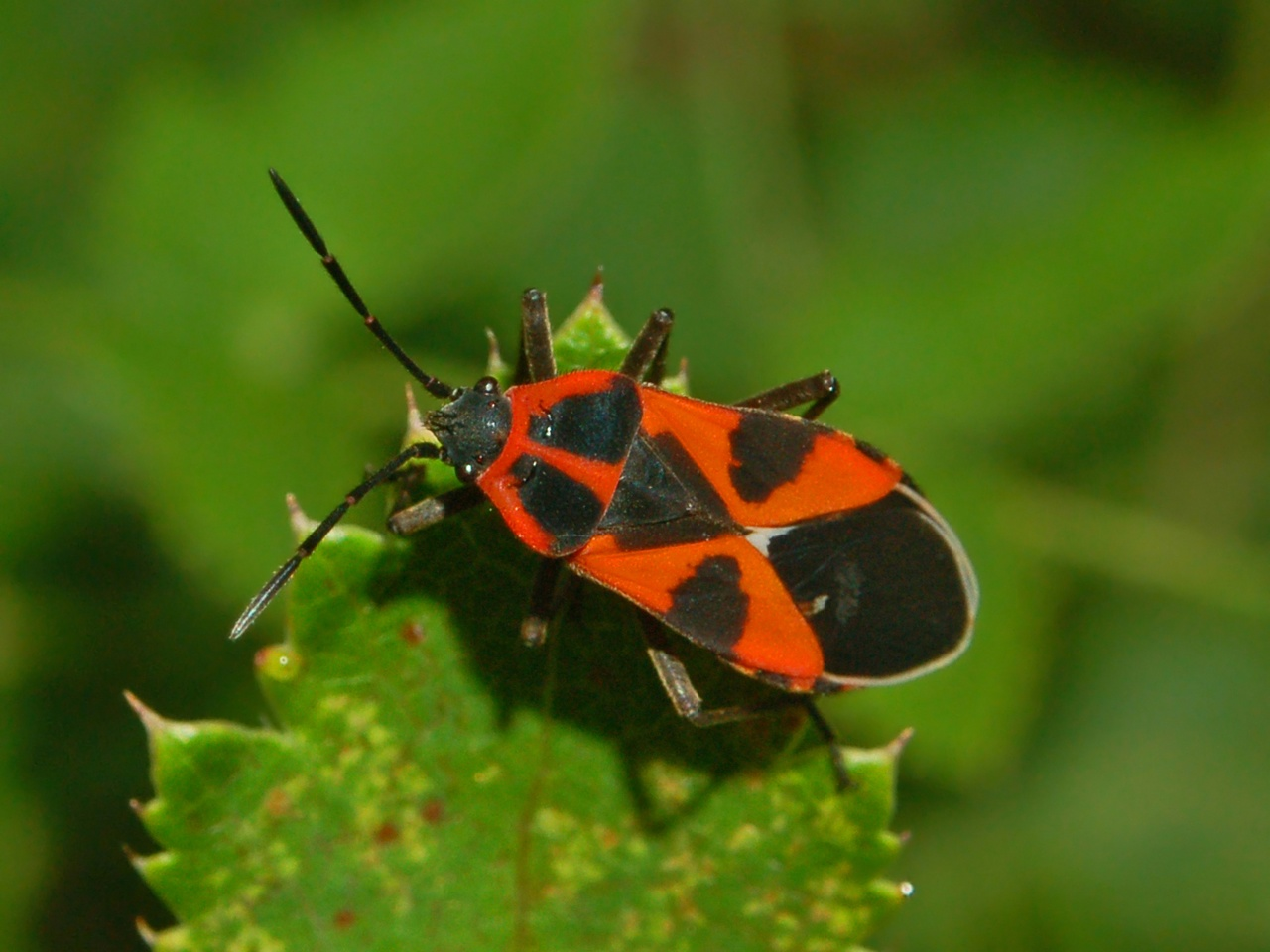
Schwalbenwurzwanze (Tropidothorax leucopterus)

Bodenwanzen oder Langwanzen (Lygaeidae) sind eine Familie der Wanzen (Heteroptera). Zu ihr zählten bis vor der Revision der Pentatomomorpha mit Schwerpunkt der Lygaeoidea durch Henry im Jahr 1997 knapp 4000 Arten in 16 Unterfamilien. Von diesen wurden viele in den Familienrang erhoben bzw. umklassifiziert, sodass die Bodenwanzen aus heutiger Sicht aus drei Unterfamilien bestehen, die mehr als 100 Gattungen und knapp 1000 Arten umfassen. In Europa sind nach dieser Definition 59 Arten vertreten, von denen 23 auch in Mitteleuropa vorkommen.

## Merkmale
Die kleinen bis großen Wanzen haben einen langgestreckten bis langgestreckt-eiförmigen Körper, der meist punktförmig strukturiert ist. Die Tiere sind dunkel graubraun (Ischnorhynchinae und Orsillinae) oder leuchtend gefärbt und orange bis rot und schwarz gemustert (viele Lygaeinae). Der Kopf ist nach vorne gerichtet. Sowohl die Fühler, als auch das Labium sind viergliedrig. Das Pronotum trägt ein eingedrücktes Kreuz entlang der Calli. Das Schildchen (Scutellum) trägt eine erhabene, Y-förmige Zeichnung. Die Stigmen am Hinterleib liegen dorsal. Bei den Nymphen liegen die dorsalen Duftdrüsenöffnungen am Hinterleib zwischen dem vierten bis sechsten Tergum.

## Verbreitung und Lebensraum
Bodenwanzen sind weltweit verbreitet. Die Lygaeinae als größte Gruppe hat ihr Hauptverbreitungsgebiet in den Tropen und Subtropen, wobei es einige wenige Gattungen gibt, die dort sowohl in der Alten als auch in der Neuen Welt verbreitet sind. Die Ischnorhynchinae besitzen ihren Verbreitungsschwerpunkt ebenso in den Tropen, aber auch in den südlichen Teilen der gemäßigten Breiten. Die Orsillinae haben ihren Verbreitungsschwerpunkt bemerkenswerterweise auf den Inseln Hawaiis, wo mehr als die Hälfte der Arten verbreitet ist. Die Tiere kommen daneben auch auf vielen anderen Inseln der Ozeane vor.

## Lebensweise
Die Mehrzahl der Bodenwanzenarten ernährt sich phytophag von Samen und lebt auf Pflanzen. Häufig sind sie auf bestimmte Wirtsarten spezialisiert. Einige Arten der Orsillinae und Lygaeinae sind bodenbewohnend. Aus diesen beiden Unterfamilien sind außerdem einige wenige Arten bekannt, die in der Landwirtschaft als Schädlinge auftreten. So ist etwa Nysius vinitor in Australien an vielen verschiedenen landwirtschaftlichen Kulturen, wie Zitrusfrüchten, Karotten, Flachs, Sonnenblumen, Tomaten, Tabak, Pastinaken, Kirschen, Pfirsich, Kartoffeln und Mais schädlich.

## Taxonomie und Systematik
Die Bodenwanzen wurden von Peter Samuel Schilling 1829 erstmals als Familie beschrieben, wenngleich schon Autoren vor ihm das gemeinsam umfasste Taxon annahmen. Die taxonomische Einteilung der Familie wurde mehrmals im Laufe des 20. Jahrhunderts grundlegend umgestaltet. Es zeigte sich zunehmend, dass die lange Zeit etablierte Betrachtung der Familie als große Gruppe mit vielen Unterfamilien wegen Paraphylie, die z. B. schon von Schuh & Slater (1995) angemerkt wurde, nicht aufrechtzuerhalten war. Die Umstrukturierung erfolgte durch die Revision der Pentatomomorpha mit Schwerpunkt der Lygaeoidea von Henry 1997. Er erhob fünf Unterfamilien der ehemaligen Lygaeidae in den Familienrang (Artheneidae, Cryptorhamphidae, Ninidae, Oxycarenidae und Pachygronthidae), stellte bei fünf weiteren Unterfamilien den früher bereits einmal zuerkannten Familienstatus wieder her (Blissidae, Cymidae, Geocoridae, Heterogastridae und Rhyparochromidae) und stellte eine weitere Unterfamilie als Familie (Henicocoridae) gemeinsam mit der Familie Idiostolidae in die neu aufgestellte Überfamilie Idiostoloidea. Außerdem stellte er die Bledionotinae und Henestarinae im unveränderten Rang als Unterfamilie zu den Geocoridae, sowie die Psamminae zu den Meldenwanzen (Piesmatidae).
Die Familie der Bodenwanzen (Lygaeidae) wird nach dieser Ansicht in folgende drei Unterfamilien unterteilt:
- Ischnorhynchinae (15 Gattungen, 77 Arten; weltweit)
- Lygaeinae (57 Gattungen, 640 Arten; weltweit)
- Orsillinae (29 Gattungen, 255 Arten; weltweit)

## Arten in Europa
In Europa sind folgende Arten verbreitet:
Unterfamilie Orsillinae Stål, 1872
- Belonochilus numenius (Say, 1832)
- Camptocoris longicornis (Puton, 1874)
- Nithecus jacobaeae (Schilling, 1829)
- Nysius cymoides (Spinola, 1837)
- Nysius ericae (Schilling, 1829)
- Nysius graminicola (Kolenati, 1845)
- Nysius helveticus (Herrich-Schäffer, 1850)
- Nysius huttoni F.B. White, 1878
- Nysius immunis (Walker, 1872)
- Nysius senecionis (Schilling, 1829)
- Nysius thymi (Wolff, 1804)
- Orsillus depressus (Mulsant & Rey, 1852)
- Orsillus maculatus (Fieber, 1861)
- Orsillus reyi Puton, 1871
- Ortholomus carinatus (Lindberg, 1932)
- Ortholomus punctipennis (Herrich-Schäffer, 1838)

Unterfamilie Lygaeinae Schilling, 1829
- Apterola kuenckeli Mulsant & Rey, 1866
- Apterola lownii (Saunders, 1876)
- Apterola iberica Horvath, 1899
- Apterola ramburi Pelaez, 1942
- Arocatus longiceps Stål, 1872
- Arocatus melanocephalus (Fabricius, 1798)
- Arocatus roeselii (Schilling, 1829)
- Caenocoris nerii (Germar, 1847)
- Cosmopleurus fulvipes (Dallas, 1852)
- Graptostethus servus (Fabricius, 1787)
- Horvathiolus fulvescens (Puton, 1874)
- Horvathiolus gibbicollis (A. Costa, 1882)
- Horvathiolus guttatus (Rambur, 1839)
- Horvathiolus mendosus (Horvath, 1916)
- Horvathiolus superbus (Pollich, 1781)
- Horvathiolus syriacus (Reuter, 1885)
- Lygaeosoma anatolicum Seidenstucker, 1960
- Lygaeosoma angulare Reuter, 1885
- Lygaeosoma sardeum Spinola, 1837
- Lygaeosoma sibiricum Seidenstucker, 1962
- Lygaeus creticus Lucas, 1854
- Ritterwanze (Lygaeus equestris (Linnaeus, 1758))
- Lygaeus murinus (Kiritshenko, 1914)
- Lygaeus simulans Deckert, 1985
- Weißpunkt-Bodenwanze (Melanocoryphus albomaculatus (Goeze, 1778))
- Melanocoryphus tristrami (Douglas & Scott, 1868)
- Melanotelus villosulus (Stål, 1855)
- Paranysius australis Linnavuori, 1978
- Paranysius fraterculus Horvath, 1895
- Spilostethus furcula (Herrich-Schäffer, 1850)
- Spilostethus pandurus (Scopoli, 1763)
- Knappe (Spilostethus saxatilis (Scopoli, 1763))
- Schwalbenwurzwanze (Tropidothorax leucopterus (Goeze, 1778))
- Tropidothorax sternalis (Dallas, 1852)

Unterfamilie Ischnorhynchinae Stål, 1872
- Kleidocerys ericae (Horvath, 1908)
- Kleidocerys privignus (Horvath, 1894)
- Birkenwanze (Kleidocerys resedae (Panzer, 1797))

## Weitere Arten
Weitere außereuropäische Arten:
- Arocatus montanus Slater, 1985
- Arocatus rusticus (Stål, 1867)
- Lygaeus kalmii Stål, 1874
- Lygaeus turcicus Fabricius, 1803
- Melacoryphus lateralis (Dallas, 1852)
- Oncopeltus fasciatus (Dallas, 1852)
- Spilostethus hospes (Fabricius, 1794)

## Belege